# Pordenone Calcio 1981-1982
Questa voce raccoglie le informazioni riguardanti il Pordenone Calcio nelle competizioni ufficiali della stagione 1981-1982.

## Rosa
| N. |                   | Ruolo | Calciatore        |
| -- | ----------------- | ----- | ----------------- |
|    | Italia (bandiera) | D     | Roberto Cancian   |
|    | Italia (bandiera) | D     | Maurizio Carlo    |
|    | Italia (bandiera) | D     | Mauro Catto       |
|    | Italia (bandiera) | P     | Attilio Da Pieve  |
|    | Italia (bandiera) | C     | Luigi Dolce       |
|    | Italia (bandiera) | A     | Paolo Dri         |
|    | Italia (bandiera) | A     | Roberto Fantinato |
|    | Italia (bandiera) | A     | Costantino Fava   |
|    | Italia (bandiera) | D     | Daniele Fortunato |
|    | Italia (bandiera) | D     | Antonio Geissa    |
|    | Italia (bandiera) | C     | Adriano Marcellan |
|    | Italia (bandiera) | A     | Michele Paviotti  |

| N. |                   | Ruolo | Calciatore        |
| -- | ----------------- | ----- | ----------------- |
|    | Italia (bandiera) | C     | Sandro Perini     |
|    | Italia (bandiera) | C     | Elvi Pianca       |
|    | Italia (bandiera) | C     | Giuseppe Pillon   |
|    | Italia (bandiera) | C     | Armando Ravioli   |
|    | Italia (bandiera) | D     | Claudio Rosi      |
|    | Italia (bandiera) | C     | Adriano Semenzano |
|    | Italia (bandiera) | D     | Maurizio Siega    |
|    | Italia (bandiera) | P     | Edi Sorci         |
|    | Italia (bandiera) |       | Vasciminno        |
|    | Italia (bandiera) | C     | Sergio Vriz       |
|    | Italia (bandiera) | D     | Remo Zavarise     |